# Gino Luzzatto
Gino Luzzatto (Padova, 9 gennaio 1878 – Venezia, 30 marzo 1964) è stato uno storico e medievista italiano.

## Biografia
Gino Luzzatto nacque a Padova da famiglia ebraica. Il padre Giuseppe era originario di Gorizia, la madre Amalia Salom veneziana. Dopo gli studi liceali, si laureò in Lettere presso l'Ateneo della sua città nel 1898, coltivando però interessi anche in campo economico e giuridico che lo portarono a conseguire una seconda laurea in giurisprudenza a Urbino.
Iniziò a insegnare prima presso scuole secondarie in varie città dell'Italia centrale e meridionale e quindi, nel 1910, presso l'Istituto Superiore di Commercio di Bari per poi passare – dopo la parentesi della Grande guerra, durante la quale servì come ufficiale subalterno – all'Istituto superiore di studi commerciali di Trieste (1921).
Arrivò a Venezia nel 1922 come ordinario della prima cattedra italiana di Storia economica presso il Regio Istituto superiore di scienze economiche e sociali di Venezia - poi Università Ca' Foscari -, di cui poco dopo diveniva direttore.
Nel frattempo coltivava anche interessi giornalistici - scrivendo, tra gli altri, su L'Unità di Gaetano Salvemini e Critica sociale di Filippo Turati – e politici, impegnandosi nelle file del Partito Socialista Italiano.
Nel 1925 sottoscriveva il manifesto degli intellettuali antifascisti di Benedetto Croce, atto che gli procurò minacce e violenze nonché la perdita della direzione dell'Istituto. Con la progressiva fascistizzazione della società si concentrò sempre più nel suo lavoro accademico di ordinario di Storia economica - disciplina della quale è considerato il precursore in Italia -, in numerose pubblicazioni - anche sotto lo pseudonimo di Giovanni Padovan, in omaggio alla città natale - e in ricerche d'archivio. Nel 1928 fu arrestato per un mese perché accusato di far parte dell'associazione clandestina Giovane Italia. Collaborò comunque con Giovanni Gentile dal 1929 al 1935 per la realizzazione di diverse voci dell'Enciclopedia Italiana. Nel 1931 Luzzatto firmò il giuramento di fedeltà al regime richiesto a tutti gli insegnanti universitari.
Ma l'entrata in vigore delle leggi razziali nel 1938 gli fece perdere l'insegnamento, al pari di altri illustri docenti come Marco Fanno a Padova, Roberto Almagià a Roma, Emilio Segrè a Palermo. Nel 1942 aderì al Partito d'Azione e dopo l'8 settembre 1943 fu costretto a rifugiarsi a Roma.
Alla fine della Seconda guerra mondiale rientrò a Venezia, dove venne reintegrato nelle sue funzioni accademiche come rettore di Ca' Foscari, riprese l'attività pubblicistica. Intraprese un'intensa attività politica, e fu assessore comunale alle Finanze a Venezia dal 1946 al 1951 per il Pd'A, e da quell'anno tornò con i socialisti, rimanendo in consiglio comunale fino al 1958, e si impegnò molto anche nella società civile, come membro e amministratore di diversi istituti culturali. In questa veste, dal 1950 al 1964 ricoprì l'incarico di Presidente della Fondazione Querini Stampalia.
Negli anni 1952-1963 tenne la direzione di Nuova rivista storica. Ritiratosi dall'insegnamento nel 1953, morì nella città lagunare nel 1964.

## Omaggi
- Al suo nome era intitolato l'Istituto di Storia economica dell'Università di Venezia. Dal 2007 la stessa Università ha intitolato a Gino Luzzatto la Biblioteca di Area Economica, che conserva un fondo proveniente dalla sua biblioteca personale e il suo archivio privato.

- A Pisa gli è stata dedicata una strada.

## Opere principali
- Storia economica d'Italia: L'Antichità e il Medioevo, 1949
- Storia economica dell'Età moderna e contemporanea. Parte prima: L'Età moderna, Padova, Cedam, 1932
- Storia economica di Venezia dall'XI al XVI secolo. Venezia, Centro internazionale delle Arti e del Costume, 1961